# Levadiakos Fútbol Club
El APO Levadiakos Fútbol Club, o simplemente Levadiakos F. C. o APOL F. C., es un club de fútbol de Lebadea, Grecia que milita actualmente en la Superliga de Grecia. Ha disputado la máxima categoría del fútbol griego en diecisiete temporadas. 

## Historia
El Levadiakos se fundó en 1961, cuando se fusionaron los clubes locales Trofoni y el Pallevadiaki Enosi. Inmediatamente después, el Levadiakos jugó en la segunda división estando cerca de descender en casi cada temporada. En la década de los ochenta, el equipo se mejoró y en mayo de 1987, los jugadores y seguidores del club celebraron la promoción del equipo a la Alpha Ethniki. El Levadiakos sólo permaneció en la máxima categoría durante cuatro temporadas, volviendo de nuevo sólo en 1994 y 1995.
Después de su segundo descenso, el Levadiakos fue de mal en peor, incluso luchando por la promoción a la 3ª división de Grecia. Pero una vez más, todo cambió de repente y el equipo llegó de nuevo la Super Liga de Grecia después de once años, en 2006, pero fue inmediatamente descendido. En el verano siguiente, el club invirtió mucho en fichajes y nombró a Georgi Ivanov Vasiliev como entrenador. Vasiliev logró la permanencia del equipo en la Super Liga, una vez más, y en la temporada 2007-08 luchó y logró evitar de nuevo el descenso.
En la temporada 2010-11 jugó en el campeonato de la Liga de Fútbol y alcanzó el ascenso a través de los playoffs junto con Doxa Drama. En la siguiente temporada jugó en la Superliga con retraso, ya que dio su primer partido oficial dos meses después del inicio del campeonato, debido a las diversas apelaciones del escándalo de los partidos amañados del fútbol griego. el 20 de noviembre de 2011 después de ya nueve carreras. Se vio obligado a dar nueve partidos en la modalidad de partidos inoculados todos los miércoles, sin embargo realizó un recorrido notable, ya que finalizó séptimo, habiendo completado los 30 partidos del campeonato en tan solo 5 meses.
Entre la temporada 2011-12 y la temporada 2018-19 permaneció en la Superliga de Grecia. Años más tarde, después de tres campañas en la segunda categoría, de la que se consagró campeón en su temporada 2021-22, el Levadiakos consiguió su regreso a la elite del fútbol griego a partir de la temporada 2022-23.

## Estadio
El Estadio Levadia, sede del Levadiakos, fue construido en 1952. El recinto está ubicado en Lebadea, a unos 130 kilómetros al noroeste de Atenas, y tiene capacidad para 5 mil 915 espectadores.

## Uniforme
- Uniforme titular:  Camiseta verde, pantalón verde y medias verdes.
- Uniforme alternativo: Camiseta blanca, pantalón blancas y medias blancas.

## Datos del club
- Temporadas en Superliga de Grecia: 17
  - Primera participación: 1987-88 (13.º)
  - Última participación: 2018-19 (15.º)
  - Mejor posición: 7.º (2011-12)
  - Peor posición: 17.º (1990-91 y 1994-95)
- Participaciones en Copa de Grecia: 38 
  - Primera participación: 1972-73 (1/8 de final)
  - Última participación: 2021-22 (1/8 de final)
  - Mejor participación: Semifinalista (1984-85)
  - Peor participación: 1.ª ronda (1973-74, 1976-77, 1977-78 , 1978-79 , 1979-80, 1982-83, 1994-95, 1995-96, 2002-03, 2003-04 y 2018-19)

## Jugadores destacados
| - Elton Koca - Sebastian Schindzielorz - Patrick Dimbala - Leonardo - Brandão - Ivan Russev - Serge Branco - Elie Kroupi - Emmanuel Koné - Mekeme Tamla Ladji - Benjamin Angoua - Andrija Balajić - Mirnes Sisić - Javier López Vallejo - Gary Coulibaly - Olivier Kapo - Eli Kroupi - Xavier Tomas - Fritz Emeran - Elias Armodoros | - Takis Gonias - Georgios Zisopoulos - Michalis Ziogas - Michalis Kavalieris - Dimosthenis Kavouras - Costas Karabelousis - Michalis Kasapis - Michalis Kapsis - Michalis Sifakis - Panagiotis Korbos - Takis Lemonis - Giannis Martinaios - Loukas Bellos - Christos Xanthopoulos - Stathis Pechlivanidis - Petros Ravousis - Lakis Nikolaou - Evaggelos Kalogeropoulos - Dimos Kavouras - Konstantinos Loumpoutis | - Georgios Tsifoutis - Kostas Tsanas - Stathis Tsantzos - Takis Nikoloudis - Zafeiris Kakkaris - Giannis Vonortas - Jewstafi Pechlewanidi - Ioannis Alexiou - Evangelos Mantzios - Alfredo Mejía - Stefano Napoleoni - Vlatko Gosev - Nebi Mustafi - Goran Popov - Alan Pulido - Victor Agali - Nwankwo Obiora - Jorge Barrios - Diego Perrone - Miguel Mea Vitali |

## Entrenadores
| - Takis Lemonis (2005-2006) - Sakis Tsiolis (2006-2007) - Georgi Vasilev (2007-2008) - Momčilo Vukotić (2008-2009) - Quique Hernández (2009-2010) - Dimitris Farantos (2010) - Vasilis Vouzas (2010-2021) - Giannis Papakostas (2011) - Georgios Paraschos (2011-2013) - Jasminko Velić (2013) - Takis Lemonis (2013) - Dimitris Farantos (2013) - Nikos Karageorgiou (2013-2014) - Savvas Pantelidis (2014-2015) | - Akis Mantzios (2015-2016) - Ratko Dostanić (2016-2017) - Giannis Christopoulos (2017) - Dimitris Farantos (2017) - José Anigo (2017-2018) - Akis Mantzios (2018) - Giuseppe Sannino (2018-2019) - Nikos Karageorgiou (2019) - Dimitrios Spanos (2019) - Sotiris Antoniou (2019-2021) - Giuseppe Sannino (2021) - Sokratis Ofrydopoulos (2021) - Giannis Taousianis (2021-) |

## Palmarés

### Torneos nacionales
| Torneos nacionales              | Títulos          | Subcampeonatos |
| ------------------------------- | ---------------- | -------------- |
| Segunda Superliga de Grecia (1) | 2021-22.         |                |
| Gamma Ethniki (2)               | 1965-66, 1981-82 |                |